# Michael Silva
Michael Silva (född 12 mars 1988) är en chilensk fotbollsspelare som spelar i Deportes Antofagasta.